# Jason Podollan
Jason Podollan (* 18. Februar 1976 in Vernon, British Columbia) ist ein ehemaliger kanadischer Eishockeyspieler, der in der NHL für die Florida Panthers, die Toronto Maple Leafs, die Los Angeles Kings und die New York Islanders spielte. In der DEL war er für die Adler Mannheim aktiv.

## Spielerkarriere
Der 1,88 m große Flügelstürmer begann seine Karriere bei den Spokane Chiefs in der kanadischen Juniorenliga WHL, bevor er beim NHL Entry Draft 1994 als 31. in der zweiten Runde von den Florida Panthers ausgewählt (gedraftet) wurde.
Zunächst wurde der Rechtsschütze bei den Cincinnati Cyclones und den Carolina Monarchs, zwei Farmteams der Panthers in der IHL bzw. der AHL, eingesetzt. Seine ersten NHL-Einsätze für das Franchise aus Sunrise, Florida absolvierte Podollan in der Saison 1996/97. Noch während der Spielzeit wurde er schließlich zu den Toronto Maple Leafs transferiert. Von diesen wurde der Kanadier lange Zeit ebenfalls nur in der AHL eingesetzt, so dass er 1999 zu den Los Angeles Kings wechselte. Auch hier kam der Stürmer nicht über die Rolle eines Ergänzungsspielers hinaus. Dies änderte sich auch bei seiner letzten NHL-Station, den New York Islanders, nicht. Hier absolvierte er in der Saison 2001/02 sogar nur ein einziges Spiel.
2002 unterschrieb Jason Podollan einen Vertrag beim DEL-Rekordmeister Adler Mannheim, für die er insgesamt drei Jahre lang spielte. Anschließend wechselte er dann zu den Ōji Eagles in die Asia League Ice Hockey, wo er seine Karriere nach der Spielzeit 2005/06 beendete.

### International
Mit der kanadischen Nationalmannschaft nahm Podollan an der Junioren-Weltmeisterschaft 1996 teil, bei der er mit dem Team Canada die Goldmedaille gewann.

## Erfolge und Auszeichnungen
- 1996 Goldmedaille bei der Junioren-Weltmeisterschaft
- 1997 Teilnahme am AHL All-Star Classic

## Karrierestatistik
(Legende zur Spielerstatistik: Sp oder GP = absolvierte Spiele; T oder G = erzielte Tore; V oder A = erzielte Assists; Pkt oder Pts = erzielte Scorerpunkte; SM oder PIM = erhaltene Strafminuten; +/− = Plus/Minus-Bilanz; PP = erzielte Überzahltore; SH = erzielte Unterzahltore; GW = erzielte Siegtore; 1 Play-downs/Relegation; Kursiv: Statistik nicht vollständig)